# 코타베 요이치

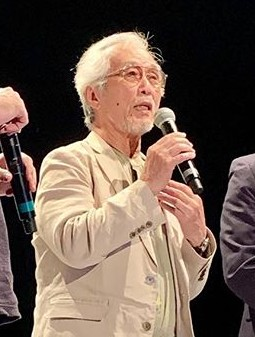

코타베 요이치(일본어: 小田部 羊一, 1936년 9월 15일 ~ )는 일본의 애니메이터이자 캐릭터 디자이너이다. 1960년대와 1970년대의 여러 애니메이션 영화, 슈퍼 마리오 비디오 게임 시리즈, 텔레비전과 영화의 포켓몬스터 (애니메이션 시리즈) 시리즈에 참여했다. 1985년부터 2007년까지 20년 동안 닌텐도에서 일러스트레이션, 캐릭터 디자인, 감독을 담당했다. 그 후 다시 닌텐도를 포함하여 애니메이션 및 비디오 게임 산업에서 프리랜서로 일하기 시작했다.

## 작품
- 요술공주 샐리
- 태양의 왕자 호루스의 대모험
- 장화 신은 고양이 (1969년 영화)
- 팬더와 친구들의 모험
- 알프스 소녀 하이디
- 엄마 찾아 삼천리
- 미국 너구리 라스칼
- 소년 코나의 모험
- 바람계곡의 나우시카 (영화)
- 꼬마자동차 붕붕
- 극장판 포켓몬스터: 뮤츠의 역습
- 엄마 찾아 삼천리
- 극장판 포켓몬스터: 결정탑의 제왕 앤테이
- 포켓몬스터 X·Y
- 극장판 포켓몬스터 XY: 파괴의 포켓몬과 디안시
- 포켓몬 더 무비 XY: 후파: 광륜의 초마신